# Mulamuttal, Dharwad
Mulamuttal là một làng thuộc tehsil Dharwad, huyện Dharwad, bang Karnataka, Ấn Độ.